# Mertitz
Mertitz ist ein Stadtteil der sächsischen Stadt Nossen im Landkreis Meißen. Der Ort wurde im Jahr 1013 ersterwähnt und gehörte von 1993 bis 2014 zu Leuben-Schleinitz. Seit 2014 gehört der Ort zu Nossen.

## Geographie
Mertitz ist etwa elf Kilometer westlich der Kreisstadt Meißen und zwei Kilometer südlich von Lommatzsch gelegen. Diese Stadt gab der Lommatzscher Pflege, einem landwirtschaftlich geprägten Gebiet mit Lössböden, ihren Namen. Das Dorf befindet sich hier rund 200 m ü. NN, umgeben von Acker- und Weideland. Mertitz ist in zwei Teilorte getrennt: der nördliche Teil liegt am Ketzerbach, der südliche Teil befindet sich etwas höher gelegen und wird von einem kleinen Rinnsal durchflossen, das bei Zöthain in den Ketzerbach mündet. Der Ketzerbach entwässert anschließend bei Zehren (Gemeinde Diera-Zehren) in die Elbe. Das Ortsbild prägen Bauernhöfe, darunter Dreiseit- und Vierseithöfe.
Der Ort befindet sich an der sächsischen Staatsstraße 85, die Lommatzsch mit der Bundesstraße 101 bei Soppen verbindet. Über die Bundesstraße besteht einerseits Anschluss nach Meißen und weiter nach Großenhain, andererseits ist sie Zubringer zu den Bundesautobahnen A 14 und A 4 bei Nossen. In Mertitz selbst zweigt die Kreisstraße 8080 von der Staatsstraße Richtung Wahnitz und Perba ab. Die Siedlung liegt in der gleichnamigen Gemarkung. Diese erstreckt sich vor allem in Nord-Süd-Richtung bis an die Gemarkung Lommatzsch heran, die nördlich benachbart liegt. Im Osten grenzen die Orte Zöthain (zu Lommatzsch) und Mettelwitz mit ihren Gemarkungen an. Südliche Nachbarorte von Mertitz sind Raßlitz im Südosten und Eulitz im Südwesten. Die westliche Begrenzung der Gemarkung bilden die Dörfer Wahnitz (alle vier zu Nossen), Schwochau und Rauba (beide zu Lommatzsch).

## Geschichte
| Jahr      | Einwohner |
| --------- | --------- |
| 1834      | 94        |
| 1871      | 94        |
| 1890      | 69        |
| 1910      | 91        |
| 1925      | 85        |
| → Wahnitz |           |
| 2012      | 25        |

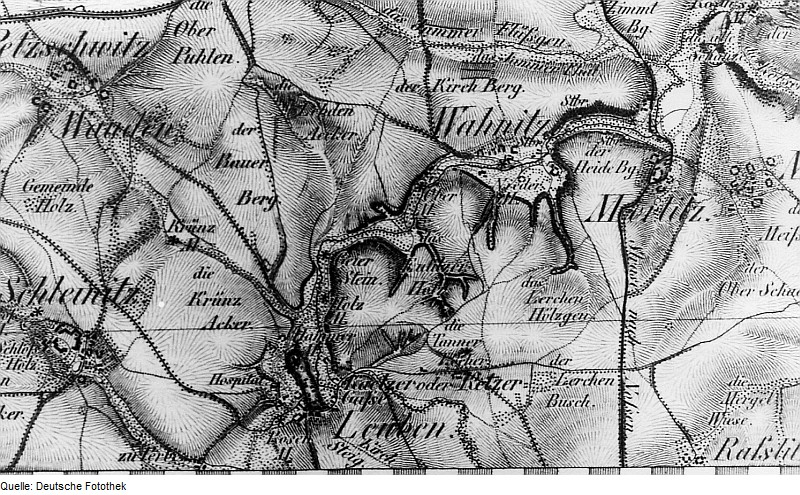
Mertitz (rechte Mitte) und Umgebung im Topographischen Atlas des Königreichs Sachsen, 1839

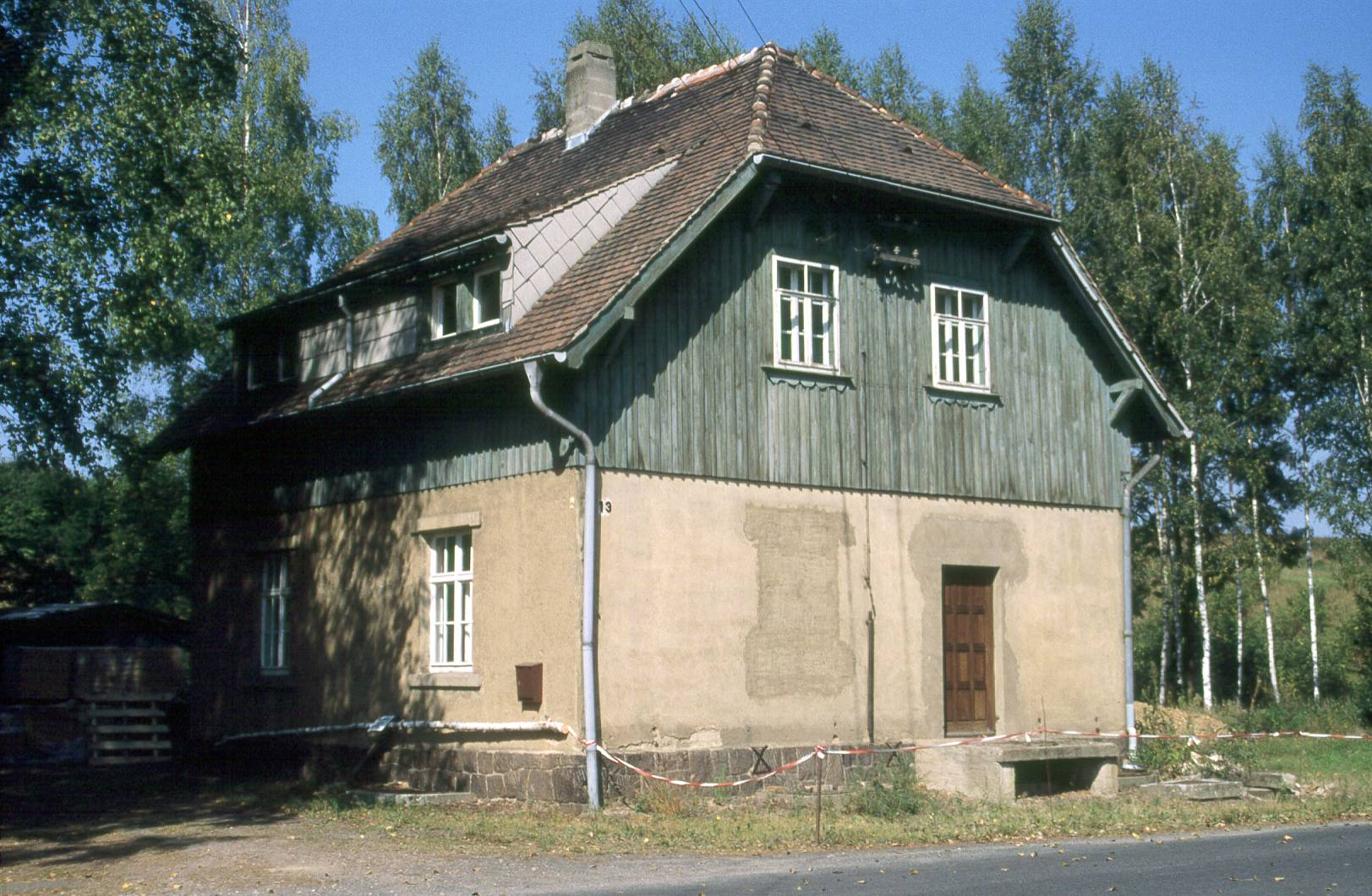
Ehemaliger Bahnhof Mertitz Gabelstelle

Mertitz wurde vermutlich erstmals im Jahr 1013 als Miratinacethla erwähnt. Für das Jahr 1334 ist der Ortsname Merticz überliefert, der sich vom altsorbischen Namen Merota ableitet. Im Jahr 1360 wurde Mereticz überliefert. Eine andere Namensvariante stammt aus dem Jahr 1465, als Mertitzsch erwähnt wurde. Für 1791 ist dann Mertitz als geläufige Schreibung des Ortsnamens dokumentiert.
In der Frühen Neuzeit wurde Mertitz von Meißen aus verwaltet. So gehörte der Ort im 14. Jahrhundert zum Castrum Meißen und war dort Sitz einer Supanie, der noch 18 weitere Dörfer angehörten. Mitte des 16. Jahrhunderts war Mertitz dann zum Erbamt Meißen gehörig. Im Jahr 1843 wurde Mertitz vom Amt Meißen und ab 1856 vom Gerichtsamt Lommatzsch verwaltet. Ab dem Jahr 1875 oblag die Verwaltung dann der Amtshauptmannschaft Meißen. Bevor Mertitz 1838 durch die Sächsische Landgemeindeordnung Eigenständigkeit als Landgemeinde erhielt, war der Ort durch das Lehnswesen geprägt. Das Rittergut Hirschstein übte 1551 die Grundherrschaft über sechs besessene Mann und fünf Inwohner aus, die 14 Hufen Land bewirtschafteten. Nach dem Ende des Siebenjährigen Krieges (1756–1763) war das Rittergut Grundherr für sechs besessene Mann und drei Häusler auf zwölf Hufen zu je 18 Scheffel.
Ein Adressbuch aus dem Jahr 1890 führt Mertitz betreffend elf Einträge, darunter Maurer, einen Schmiedemeister und mehrere Gutsbesitzer. Im Jahr 1900 erstreckte sich um den Bauernweiler Mertitz eine 155 Hektar große Block- und Streifenflur, die von der Bevölkerung des Dorfes landwirtschaftlich genutzt wurde. Ab der Mitte des 19. Jahrhunderts war die Einwohnerzahl des Dorfes bei knapp unter 100 Personen konstant, nur zum Ende der Hektode gab es einen Einbruch auf nur 69 in Mertitz lebende Menschen (1890). Jedoch lag die Einwohnerzahl 1910 schon wieder bei 91. Im Jahr 1925 lebten 85 Menschen in Mertitz, von denen 84 der evangelisch-lutherischen Kirchgemeinde in Leuben angehörten. Die andere Person war katholisch. Schon im 16. Jahrhundert war der Ort in die Leubener Kirche gepfarrt. Heute zählt Mertitz mit den umliegenden Dörfern zur Kirchgemeinde Leuben-Ziegenhain-Planitz.
Bekannt wurde das Dorf durch die Gabelstelle der Schmalspurbahn Wilsdruff–Gärtitz. Sie wurde am 1. Dezember 1909 eröffnet und am 29. Oktober 1972 stillgelegt. Heute ist das Gebäude in privatem Besitz und wird renoviert. Im Mai 1998 wurde auch die Bahnstrecke Riesa–Nossen außer Betrieb genommen. Von Nossen fahren aber nach wie vor Tankzüge in das Tanklager MVD Rhäsa.
Am 1. November 1935 endete die 1838 erlangte kommunale Eigenständigkeit von Mertitz wieder, der Ort wurde in den Nachbarort Wahnitz eingemeindet. Am selben Datum wurde auch Mettelwitz Teil von Wahnitz. Zusammen kamen diese Orte nach dem Zweiten Weltkrieg in die Sowjetische Besatzungszone und später zur DDR. Die historisch gewachsene Zugehörigkeit zu Meißen blieb auch nach der Gebietsreform 1952 erhalten, die Wahnitz mit seinen Ortsteilen dem Kreis Meißen im Bezirk Dresden zuordnete. Das bäuerliche Leben in Mertitz wurde nun nach dem Prinzip der Landwirtschaft in der DDR ausgerichtet. Am 1. Mai 1974 erfolgte die Eingliederung der Gemeinde Wahnitz mit ihren Ortsteilen nach Leuben.
Nach der Deutschen Wiedervereinigung kam Mertitz zum wiedergegründeten Freistaat Sachsen. Da die Gemeinde Leuben mit ihren knapp 1100 Einwohnern zu klein war, um weiterhin eigenständig bleiben zu können, schloss sie sich mit Wirkung zum 1. Januar 1993 mit Schleinitz und seinen Ortsteilen zu Leuben-Schleinitz zusammen. Die folgenden Gebietsreformen in Sachsen ordneten Leuben-Schleinitz 1996 dem Landkreis Meißen-Radebeul und 2008 dem Landkreis Meißen zu. Mit der Eingliederung von Leuben-Schleinitz in die Stadt Nossen zum 1. Januar 2014 wurde Mertitz ein Ortsteil dieser Stadt.